# Caryophyllia crypta
Caryophyllia crypta is een rifkoralensoort uit de familie Caryophylliidae. De wetenschappelijke naam van de soort is voor het eerst geldig gepubliceerd in 2000 door Cairns.